# Peyrusse-Grande
Peyrusse-Grande è un comune francese di 172 abitanti situato nel dipartimento del Gers nella regione dell'Occitania.

## Società

### Evoluzione demografica
Abitanti censiti